# 228a Brigada Mixta (Exèrcit Popular de la República)
La 228a Brigada Mixta va ser una de les unitats creades pel Exèrcit Popular per a la defensa de la Segona República Espanyola. Formada per batallons del Cos de Carrabiners, va tenir una curta vida operativa, perquè es va formar cap al final de la guerra.

## Historial
La unitat va ser creada a la fi de 1938 amb els batallons de carrabiners 21è, 39è, 47è i 55è, en la Seu d'Urgell. Va ser enquadrada teòricament en la 62a Divisió del XI Cos d'Exèrcit, si bé en la pràctica no arribaria a integrar-se. Se li va encomanar la missió de cobrir un sector del Baix Ebre, on va romandre fins que l'amenaça de quedar voltada per les forces franquistes la va obligar a retirar-se cap a l'interior. Des d'aquest moment la 228a BM pràcticament va deixar d'existir.
El comandant Miguel Bascuñana Sánchez va ser l'únic cap de la unitat.